# Phare d'Inishmore
Le phare d'Inishmore est un ancien phare situé au centre de l'île d'Inishmore, la plus grande des îles d'Aran au large de la baie de Galway en Irlande. Il est désaffecté depuis le 1er décembre 1857.

## Histoire
Installé au centre de l'île d'Inis Mór sur un promontoire dominant la mer de plus de 100 m il a été mis en service le 1er mai 1818 et possédait un système optique rotatif avec éclat pour être distingué du phare de Loop Head et celui de l'Île de Clare qui étaient à feu fixe. Le feu était alimenté par sept lampes à huile et de réflecteur catoptrique.
L'Administration portuaire de Galway (Galway Harbour Commissioners) a demandé en 1850 aux Commissioners of Irish Lightsla construction d'un nouveau phare sur les îles Aran, le phare d'Inishmore ne répondant plus aux exigences de signalisation de l'entrée de la baie et du port de Galway. Pour le remplacer, deux ont été construits : le phare d'Inisheer et le phare d'Eeragh. Leur conception a été mené par l'ingénieur George Halpin.